# Bajki i przypowieści
Bajki i przypowieści – zbiór bajek Ignacego Krasickiego, wydany w 1779 w Warszawie przez Michała Grölla.
Zbiór składa się ze 117 krótkich bajek epigramatycznych, podzielonych na cztery główne części i Przydatek (11 utworów), poprzedzonych wierszami Do dzieci i Wstęp do bajek. W większości są to utwory oryginalne, chociaż niektóre nawiązują do bajek orientalnych, starożytnych (Ezop, Fedrus) i nowożytnych (Jean de La Fontaine, Christian Fürchtegott Gellert).
Bajki poruszają takie tematy, jak zło moralne, pycha, zazdrość, chciwość, skąpstwo, odróżnianie spraw istotnych oraz nieistotnych, uleganie pozorom, konsekwencje kierowania się emocjami, zalety kierowania się rozsądkiem i wiedzą o świecie, krytyka życia dworskiego. Bohaterami bajek są zwykle zwierzęta, symbolizujące określone cechy ludzkie. Przykładem takiej bajki jest utwór Jagnię i wilcy:
Zawżdy znajdzie przyczynę, kto zdobyczy pragnie.
Dwóch wilków jedno w lesie nadybali jagnię;
Już go mieli rozerwać, rzekło: „Jakim prawem?”
„Smacznyś, słaby i w lesie!” – Zjedli niezabawem.
Bajki Krasickiego są klasykiem literatury polskiej oraz wybitnym przykładem tego gatunku pisarstwa w literaturze światowej.